# Герб на Сатовча
Гербът на Сатовча е един от символите на селото и общината. Гербът е с формата на триъгълник с овални ъгли. В триъгълника на жълт фон са разположени трите основни символа на общината. Най-отпред има кафяв тютюнев лист, по средата – бяла традиционна къща с червен покрив, и най-отзад три зелени бора с бели стъбла. В основата на триъгълника пише „Община Сатовча“.